# Pamela II
Pamela in Her Exalted Condition è il seguito, scritto dallo stesso autore, del romanzo Pamela, o la virtù premiata di Samuel Richardson.
Visto il grande successo di pubblico incontrato dalla prima parte, ma anche in risposta ai numerosi seguiti apocrifi e alle parodie da essa subito originati, Richardson si convinse a scriverlo e a pubblicarlo nel dicembre 1741. Il romanzo ottenne un buon successo all'epoca, sebbene la critica contemporanea lo ritenga di molto inferiore al primo.

## Trama
Pamela in Her Exalted Condition narra il seguito della storia d'amore nata tra Pamela e Mr. B. in forma di romanzo epistolare. Dopo il matrimonio, la coppia fa viaggi meravigliosi. Solo l'arrivo di una rivale sembra turbare il loro idillio ma, nonostante le incomprensioni e gli equivoci, Pamela riesce a riconquistare il marito, che infine diviene anche credente. Hanno ben sette figli, inclusa la figlia non riconosciuta che Mr, B ha avuto da una giovane donna. La giovinetta è accolta con amore da Pamela, che le insegna le doti morali tramite la parabola delle quattro sorelle. 